# فيكتوريا (أستراليا)
فيكتوريا هي ولاية تقع في الركن الجنوبي الشرقي من أستراليا، وهي أصغر الولايات الأسترالية في المساحة ولكنها الأكثر مدنية وكثافة سكانية. وقد بدأت كمجتمع زراعي في ثلاثينيات القرن التاسع عشر، وتحولت إلى قيادة مركز صناعي وتجاري بعد اكتشاف الذهب في 1851. هي الثانية الأكثر سكانا في أستراليا بعد نيو ساوث ويلز، حيث يقدّر عدد السكان بحوالي 6,000,000 (2014).
ملبورن هي عاصمة ولاية فكتوريا وهي أكبر مدنها، وبها ما يزيد عن 70% من سكانها.

## نبذة
تتميز ولاية فكتوريا بمناخ معتدل ذو أربعة فصول السنة، ألا أن الفرق بين الفصول قد تطغى عليه أحوال جوية خارجة عن التوقعات. وتوجد ثلاث مناطق مناخية مختلفة في ولاية فكتوريا، هي: المنطقة الجنوبية والساحلية، ومنطقة جبال الألب الأسترالية، ومنطقة شمال وغرب شريط «غريت ديفايدينغ» الساحلي.

## المناخ
لا يحظى مناخ ملبورن بسمعة جيدة: حيث تكثر الأمطار والرياح الشديدة التي تهب بشكل مفاجئ، وقد يحدث ارتفاع شديد أو انخفاض شديد في درجة الحرارة، كما قد تحدث الحالتين في نفس اليوم! أما الجانب الإيجابي فيتمثل في أن الانخفاض البالغ لدرجات الحرارة يعد أمرًا نادرًا، وتتراوح متوسط معدل درجة الحرارة في فصل الشتاء بين 6 و 13 درجة مئوية، وتصل متوسط درجة الحرارة إلى 35 درجة في فصل الصيف، وبالرغم من اشتهار مناخ ملبورن بارتفاع نسبة الرطوبة، إلا أنها لا تحظى سوى بنصف معدل الأمطار التي تسقط على كل من سيدني أو بريزبن. وتسقط الثلوج على منطقة جبال الألب الأسترالية المرتفعة خلال فصل الشتاء ويعتبر «جيل ماونت دونا بوانج» هو أقرب منطقة تسقط عليها الثلوج بالنسبة إلى مدينة ملبورن.

## المدن
قائمة بأهم المدن في ولاية فيكتوريا مع تعداد السكان:
- ملبورن ويقدر عدد سكانها بـ  4936349 نسمة
- جيلونج ويقدر عدد سكانها بـ  246344 نسمة
- بالارات ويقدر عدد سكانها بـ  101.588 نسمة
- بنديجو ويقدر عدد سكانها بـ  106794 نسمة
- وادي لاتروب ويقدر عدد سكانها بـ  74262 نسمة
- وارنامبول ويقدر عدد سكانها بـ  33938 نسمة
- شيبارتون ويقدر عدد سكانها بـ  41731 نسمة
- ودونجا ويقدر عدد سكانها بـ  40918 نسمة
- ترارالجون ويقدر عدد سكانها بـ  26553 نسمة
- هورشام ويقدر عدد سكانها بـ  22146 نسمة

## توأمة
لفيكتوريا (أستراليا) اتفاقيات توأمة مع:
- آيتشي (2 مايو 1980 -)

## أعلام
- صموئيل موريس
- ويليام كوبر
- نيكي ويلان
- لورانس مورغان
- نيد كيلي
- تيم فورسيث
- اريك باتلر
- دايفيد جونز
- جيريمياه كوفي
- ستيل فون هوف

## معرض صور

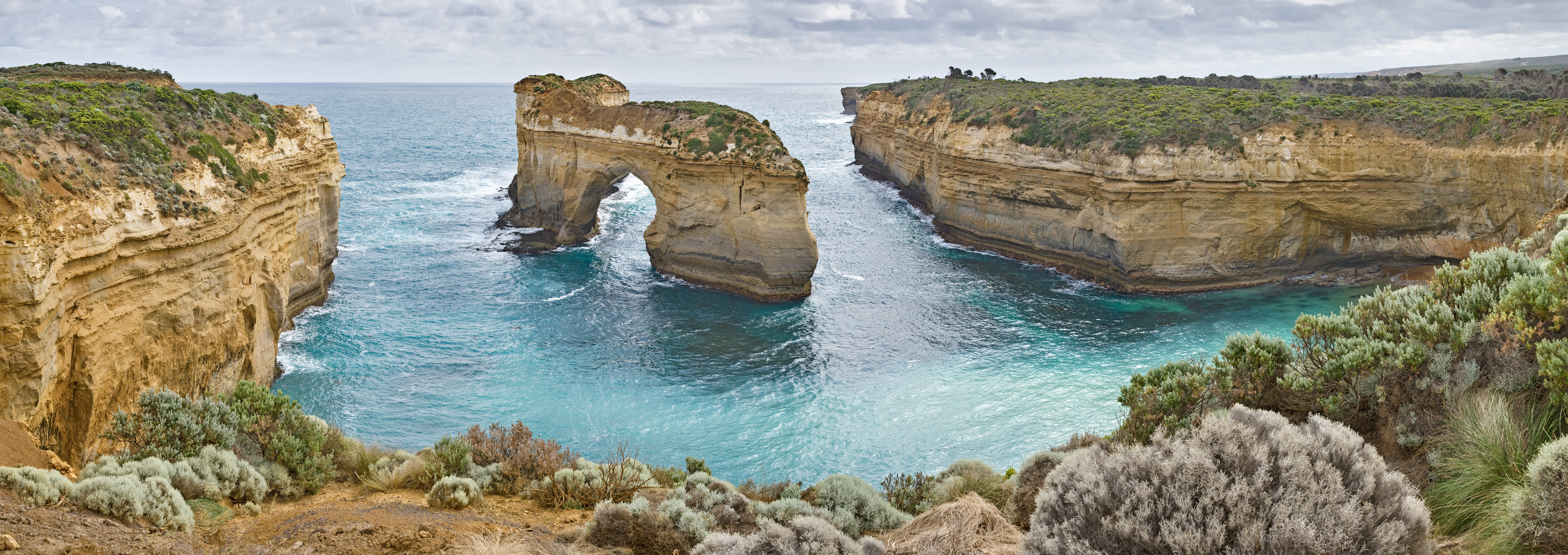
شاطئ الحواريين الاثنى عشر
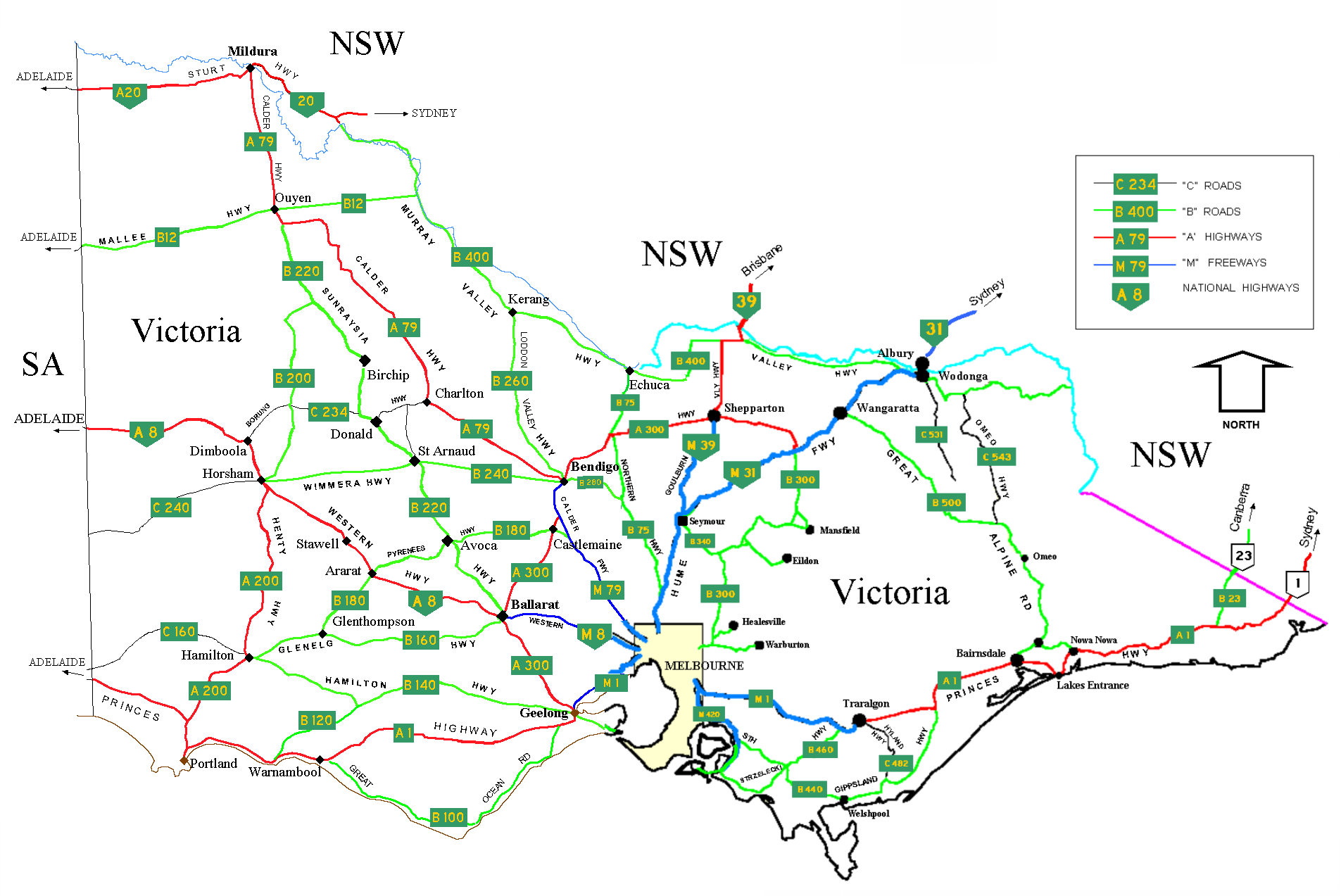
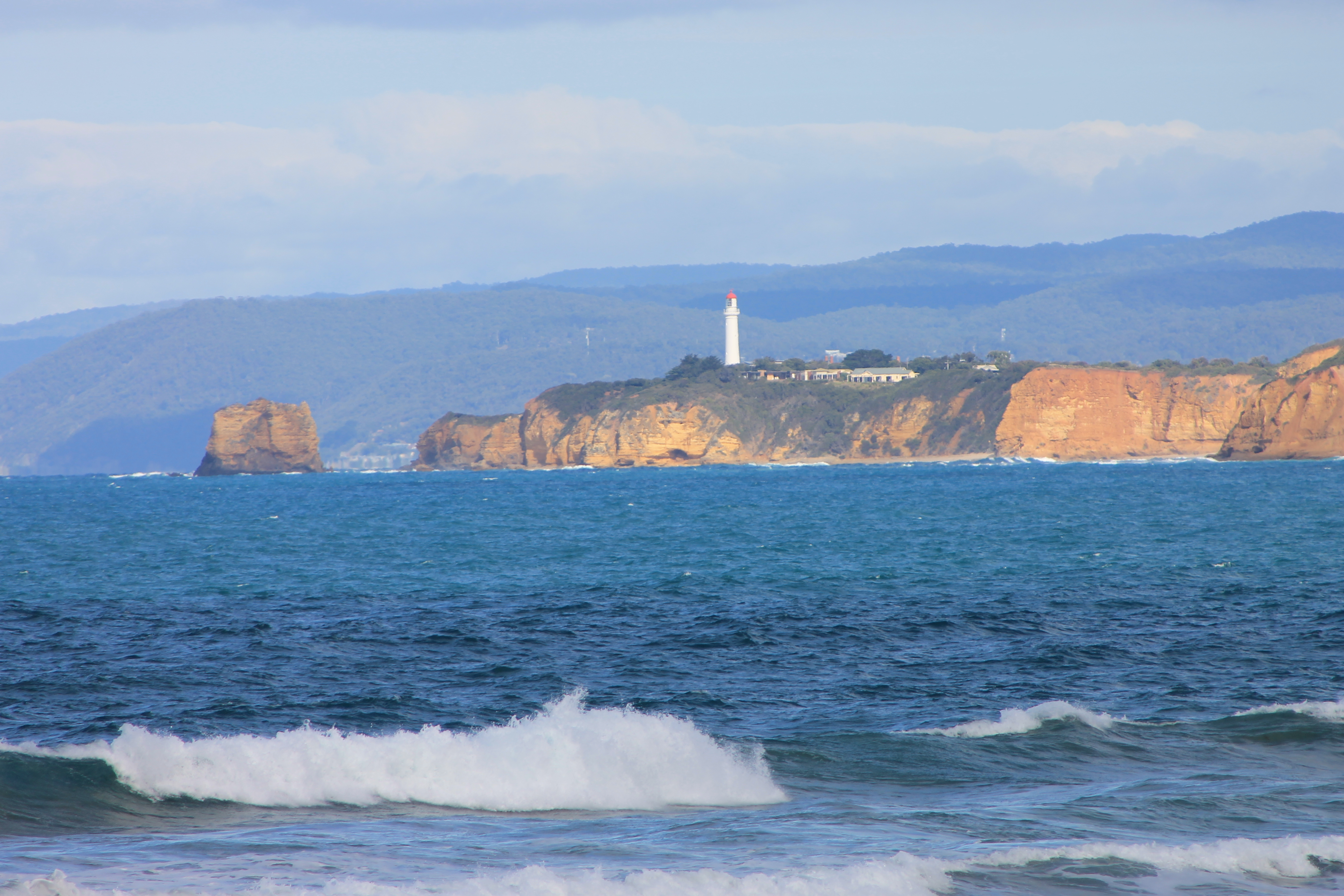